# Ringicula cabrai
Ringicula cabrai is een slakkensoort uit de familie van de Ringiculidae. De wetenschappelijke naam van de soort is voor het eerst geldig gepubliceerd in 1882 door Morlet.